# نویکیرشن (تسویکاو)
نویکیرشن (به آلمانی: Neukirchen/Pleiße) یک شهر در آلمان است که در Zwickau (district) واقع شده‌است.